# Rod Spittle
Rod Spittle (Ontario, 1955) is een Canadees die pas in 2004 golfprofessional werd. Hij speelt nu op de Champions Tour.
Rod Spittle was een veelbelovende jonge golfer. Zijn vader Jack Spittle had met 24 vrienden in 1964 een stuk land gekocht en er de Willo-Dell Golfbaan aangelegd. Inmiddels is de naam van de club Links of Niagara at Willodell geworden. Rod was toen een jongetje van negen jaar. Hij hielp bomen om te zagen maar tussendoor begon hij golfballen te slaan.

## Amateur en/of professional
Tien jaar later, in 1974, kreeg hij een volledige studiebeurs van de Ohio State University. Tijdens zijn studie won hij op 22-jarige leeftijd het Canadees Amateur op de Hamilton Golf & Country Club, waar in 2006 het Canadees Open werd gespeeld. Hij werd voor de tweede keer Canadees Amateur in Montreal. Hij werd co-captain van het universiteitsteam en won het Big Ten kampioenschap. 
Gewonnen
- Canadees Amateur: 1977, 1978
- Ohio Mid-Amateur: drie keer

Na zijn studie werd hij in 1978 professional. Hij ging drie keer naar de Tourschool maar kwam steeds een beetje te kort. Daarna verdween Spittle uit de golfwereld. Hij werd weer amateur, trouwde met Anne, kreeg drie kinderen en ging werken voor een verzekeringsbedrijf. 
Pas tegen de tijd dat hij bijna vijftig jaar was, kwam zijn golfdroom weer boven. Hij ging fanatiek amateurstoernooien spelen en toen dat goed ging, gaven hij en zijn vrouw hun banen op. Eerst speelde hij de Great Lakes Tour.  Toen hij vijftig werd lukte het hem zich voor de Champions Tour te kwalificeren. Maandags waren er kwalificatietoernooien, en in 2005 kreeg hij maar 1 start. In 2006 werden dat drie toernooien. In 2007 begon hij invitaties voor toernooien te krijgen zodat hij dertien keer kon spelen. Hij speelde dat jaar ook de The Senior Open Championship op de Royal Aberdeen Golf Club. Op de Champions Tour heeft hij een aantal top-5 resultaten behaald maar er staat nog geen overwinning op zijn naam.  